# أزمة الكهرباء في الهند 2012

المدن الهندية المُتأثرة بأزمة الكهرباء عام 2012.

في عام 2012 سبب حدوث عُطلين كبيرين في شبكة خطوط الكهرباء الهندية انقطاع التيار الكهربائي عن معظم ألأنحاء الشمالية والشرقية للهند في 30 و31 من شهر يوليو عام 2012. في يوم 30 يوليو كان أكثر من 300 مليون شخص بلا كهرباء مما جعل هذه الأزمة الأكبر في تاريخ الأعطال الكهربائية وبزيادة ملحوظة مقارنة بأعطال عام 2001 في الهند والتي تسببت بانقطاع الكهرباء عن 230 مليون شخص.
أما في يوم 31 يوليو كان الأكبر في التاريخ من حيث الآثار وعدد المتضررين الذين بلغ عددهم أكثر من 620 مليون إنسان وهم نصف سكان الهند وما كان يُقَدر ب 9% من عدد سكان العالَم آنذاك بتوزع جغرافي في 22 ولاية في الشمال والشرق والشمال الشرقي للهند.
إجمالي الطاقة الكهربائية التي عُطِلَت قُدِرت ب 32 غيغاواط. في مقالة على الوول ستريت جورنال ذكر أن من بين المتأثرين بهذه الأزمة 320 مليونا كان لديهم كهرباء في البداية، بينما كان الباقي مفصولون عن الشبكة تماماً. تمت إعادة تشغيل الأجهزة الضرورية لإعادة الشبة الكهربائية إلى العمل ما بين 31 يوليو حتى 1 أغسطس.2012

## خلفية الأزمة
الهند هي ثالث أكبر منتج ومستهلك للطاقة الكهربائية بعد الولايات المتحدة والصين. لكن، تُعتبر شبكة الكهرباء الهندية ذات كفاءة أقل من الأُخْرَيَيْن.
في عام 2001 تعرضت الشكبة الكهربائية في القسم الشمالي من الهند إلى تعطُل شبه تام. كما قُدِرت كمية الطاقة المفقودة على خطوط النقل أو بسبب السرقة ب 27% من إجمالي الإنتاج الكهربائي، خلال ساعات الذروة تفشل الشبكة بتغطية الطلب اللازم للطاقة بمعدل 9% (الطلب يزيد عن العرض بهذه النسبة).
بالإضافة إلى ذلك، تعاني مناطق متعددة في الهند من انقطاعات مستمرة للكهرباء لمدة تصل أحيانا إلى 10 ساعات متواصلة. بالإضافة إلى ذلك، لا يحصل 25% (300 مليون) من السكان على الطاقة الكهربائية بتاتاً. هناك جهود يجري العمل عليها لتقليل فقدان الطاقة عبر خطوط النقل والتوزيع ولزيادة الإنتاج مستقبلاً.
في صيف عام 2012، تسببت الحرارة العالية في زيادة استخدام الطاقة ووصلت الزيادة إلى أرقام قياسية في نيودلهي. ولقد أدى تأخر الرياح الموسمية إلى استهلاك أكبر للطاقة في المناطق الزراعية في إقليم البنجاب وهاريانا والتي تنتشر فيها زراعة الأرُز.

## 30 يوليو
في الساعة 02:35 (21:05، 29 يوليو بتوقيت UTC)، فصلت قواطع التيار خط الضغط العالي 400 ك.فولت الواصل بين Bina وGwalior. بما أن الخط يتم تزويده بالطاقة من منطقة Agra-Bareilly، فإن قواطع التيار في تلك المنطقة فصلت أيضا مما تسبب في قطع المزيد من خطوط نقل الكهرباء بشكل تسلسلي. كل المحطات الرئيسية كانت خارج الخدمة في الولايات المعنية بطاقة مجموعها 32 غيغاواط وهو ما اعتبر أسوء خلل في العَقد.
في يوم العُطْل، صرح وزير الطاقة سوشيلكومار شيندا بحصول الخلل لسبب كان غير معروف، ولكنه ذكر بأن وضع شبكة الكهرباء في يوم العُطْل لم يكن يعمل بصورة طبيعية وخمن بأن بعض الولايات كانت تستهلك كمية طاقة من المسموح به (لضمان التوازن بالشبكة) بسبب ارتفاع الإستهلاك في تلك الفترة. وذكر المتحدث باسم شبكة الكهرباء الهندية (PGCIL) والناطق باسم المناطق الشمالية (PGCIL) بأن الولاياتين بنجاب وهاريانا كانتا المسؤولتان عن حصول هذه الأزمة واعتبر أن إعادة التشغيل تمت في زمن قياسي.
ذكر أحد المدراء في شبكة الكهرباء الهندية أن توسع الأعطال وحدوث هذه الأزمة كشفت عن العديد من الثغرات التقنية للشبكة وأن خطأ كبيراً لا بُد قد حدث مؤدياً إلى هكذا نتيجة.
لقد كان أكثر من 300 مليون شخص، ما كان نسبته 25% من سكان الهند بلا كهرباء. محطات القطارات وبعض المطارات خرجت من الخدمة حتى الساعة 08 صباحاً. لكن مطار ديلهي، المطار المزدحم في جنوب آسيا استمر في العمل بعد تفعيل نظام الاحتياط بعد 15 ثانية من الخلل.
سبب الخلل الكهربائي فوضى في الساعة الأولى من يوم الإثنين عندما توقفت قطارات النقل (3-5 ساعات) وإشارات المرور عن العمل.
وبلغت العديد من المستشفيات عن مشاكل في العمل بينما اعتمد بعضها على نظام الكهرباء الاحتياطي وتابعت العمل. أما محطات معالجة المياه فقد تعطلت لعدة ساعات والكثير من الناس لم يتمكن من استعمال مياه الآبار التي بحاجة إلى محرك كهربائي لذلك.